# Casa de Lorenzo Colomer
La casa de Lorenzo Colomer es un edificio de viviendas situado en la calle Jorge Juan número 13 de la ciudad de Valencia (España), dentro del distrito del Ensanche de la ciudad. Su estilo arquitectónico es el modernismo valenciano.

## Edificio
El edificio ha sido denominado erróneamente cómo casa de Salvador Llop debido a qué fue construido sobre la unión de dos solares distintos e independientes, uno perteneciente a la antigua casa de Salvador Llop y el otro solar adquirido en 1913 al ayuntamiento de Valencia.
El proyecto es obra del arquitecto valenciano Manuel Peris Ferrando y fue iniciado en 1913 a instancias de Lorenzo Colomer Peris para albergar su residencia familiar, terminándose su construcción en 1918. El edificio consta de planta baja, tres alturas y ático. 
En su fachada destaca la ornamentación floral, la forja de los balcones en hierro con detalles modernistas y los detalles típicos del movimiento modernista austriaco Sezession. La fachada del edificio fue rehabilitada por última vez en el año 2019.